# 東部方面航空隊
東部方面航空隊（とうぶほうめんこうくうたい、JGSDF Eastern Army Aviation Group）は、陸上自衛隊立川駐屯地（東京都 立川市）に隊本部が駐屯する東部方面隊直轄の航空科部隊である。

## 概要
対戦車ヘリコプターによる戦闘および方面隷下の各部隊に対する航空偵察・空中機動・航空輸送・指揮連絡等を主任務とする。隊長は、1等陸佐（一）が充てられ立川駐屯地司令を兼務し、隊旗はあさぎの群旗を使用する。
主力は立川駐屯地に、第4対戦車ヘリコプター隊は木更津駐屯地にそれぞれ駐屯している。飛行場運用を担当する管制気象隊のみ管内各飛行場単位で配置されている。

## 沿革
- 1962年（昭和37年）
  - 1月18日：東部方面航空隊が霞ヶ浦駐屯地において編成完結。

  1. 東部方面航空隊本部、東部方面飛行隊及び第12飛行隊が霞ヶ浦駐屯地に新編。
  2. 第1管区隊第1航空隊（霞ヶ浦駐屯地）が第1飛行隊に改編され隷下に編合。
  3. 富士学校飛行班（滝ヶ原駐屯地）が富士飛行班に改編され[1]隷下に編合。
  4. 東部方面管制気象隊が霞ヶ浦駐屯地に新編。
  5. 東部方面管制気象隊第2派遣隊が滝ヶ原駐屯地において編成完結[2]。

  - 11月30日：航空隊本部が霞ヶ浦駐屯地から宇都宮北分屯地に移駐。
- 1964年（昭和39年）
  - 3月24日：第306航空野整備中隊が第306航空野整備隊に改編され隷下に編合。
  - 3月26日：第306航空野整備隊が宇都宮北分屯地に移駐。
- 1969年（昭和44年）8月1日：東部方面ヘリコプター隊が霞ヶ浦駐屯地に新編。
- 1972年（昭和47年）
  - 3月8日：立川派遣隊を編成。
  - 12月27日：部隊移駐

  1. 航空隊本部、第306航空野整備隊の一部が宇都宮北分屯地から立川駐屯地に移駐。
  2. 東部方面ヘリコプター隊本部及び付隊・第1飛行隊、管制気象隊が霞ヶ浦駐屯地から立川駐屯地に移駐。
- 1973年（昭和48年）5月3日：立川駐屯地への移駐完了。
- 1975年（昭和50年）3月26日：東部方面管制気象隊第2派遣隊が飛行場管制開始。
- 1976年（昭和51年）11月10日：東部方面管制気象隊第2派遣隊が航空気象業務開始。
- 1977年（昭和52年）3月25日：富士飛行班が航空学校隷下に新編された教育支援飛行隊に編入[1]。
- 1978年（昭和53年）4月5日：第306航空野整備隊が東部方面航空野整備隊に称号変更。
- 1992年（平成04年）3月27日：第4対戦車ヘリコプター隊が木更津駐屯地に新編。
- 1994年（平成06年）3月28日：部隊改編。

1. 第1飛行隊が第1師団隷下に編入。
2. 第12飛行隊が第12師団隷下に編入。
3. 東部方面飛行隊を東部方面航空隊本部付隊（立川駐屯地）に改編。

- 2001年（平成13年）3月27日：第12旅団第12ヘリコプター隊新編に伴い、管制気象隊第5派遣隊を相馬原駐屯地に新編。
- 2004年（平成16年）3月：防衛庁庁舎A棟のヘリポート管理業務を中央管制気象隊に移管し、管制気象隊基地隊市ヶ谷派遣隊を廃止。
- 2022年（令和04年）3月：第4対戦車ヘリコプター隊の1個飛行隊が廃止。

## 部隊編成
特記ないものは立川駐屯地内に所在している。
- 東部方面航空隊本部
- 東部方面航空隊本部付隊「東方航-本」
- 第4対戦車ヘリコプター隊（木更津駐屯地）
  - 第4対戦車ヘリコプター隊本部
  - 第4対戦車ヘリコプター隊本部付隊「4対戦ヘリ-付」
  - 飛行支援隊「4対戦ヘリ-支」
  - 飛行隊「4対戦ヘリ-飛」
- 東部方面ヘリコプター隊
  - 東部方面ヘリコプター隊本部
  - 東部方面ヘリコプター隊本部付隊「東方ヘリ-本」：OH-1
  - 第1飛行隊「東方ヘリ-1」：UH-1J
  - 第2飛行隊「東方ヘリ-2」：UH-1J
- 東部方面管制気象隊
  - 東部方面管制気象隊本部
  - 基地隊「東方管気-基」
  - 第1派遣隊（霞ヶ浦駐屯地）
  - 第2派遣隊（滝ヶ原駐屯地）：中隊規模の部隊で隊長は1等陸尉で定員は25名。飛行の統制、調整および援助に係わる業務並びに航空気象支援業務を行い、必要に応じ富士地区で訓練をする地上部隊に対し気象支援等を実施する。
    - 隊本部：他部隊との調整。
    - 通信班：通信業務
    - 管制班：飛行の統制、調整
    - 気象班：航空気象支援

  - 第3派遣隊（木更津駐屯地）
  - 第4派遣隊（北宇都宮駐屯地）
  - 第5派遣隊（相馬原駐屯地）
- 東部方面航空野整備隊「東方航整」
  - 東部方面航空野整備隊本部
  - 整備隊「東方航整-整」
  - 補給隊「東方航整-補」

## 主要幹部
| 官職名                             | 階級    | 氏名     | 補職発令日     | 前職                                                 |
| ---------------------------------- | ------- | -------- | -------------- | ---------------------------------------------------- |
| 東部方面航空隊長 兼 立川駐屯地司令 | 1等陸佐 | 野沢友宏 | 2025年08月01日 | 神町駐屯地業務隊長                                   |
| 副隊長                             | 1等陸佐 | 横山純一 | 2023年03月13日 | 東北方面総監部人事部援護業務課長                     |
| 第4対戦車ヘリコプター隊長          | 1等陸佐 | 新岡賢嗣 | 2023年08月01日 | 陸上自衛隊航空学校霞ヶ浦校 ※2024年1月1日 1等陸佐昇任 |
| 東部方面ヘリコプター隊長           | 1等陸佐 | 石井了史 | 2023年08月01日 | 北部方面総監部人事部 ※2024年1月1日 1等陸佐昇任       |

| 代 | 氏名       | 在職期間                                                    | 前職                                                               | 後職                                                  |
| -- | ---------- | ----------------------------------------------------------- | ------------------------------------------------------------------ | ----------------------------------------------------- |
| 01 | 桑島康     | 1962年01月18日 - 1964年03月15日 ※1964年01月01日 1等陸佐昇任 | 第1航空隊長                                                        | 陸上自衛隊航空学校教育部長                            |
| 02 | 大塚正七郎 | 1964年03月16日 - 1966年07月15日                             | 陸上自衛隊航空学校教育部長                                         | 陸上自衛隊航空学校副校長                              |
| 03 | 中村規之   | 1966年07月16日 - 1968年07月15日                             | 東部方面航空隊副隊長                                               | 陸上幕僚監部付                                        |
| 04 | 大橋政夫   | 1968年07月16日 - 1970年07月15日                             | 東部方面航空隊副隊長                                               | 陸上自衛隊航空学校第1教育部長                         |
| 05 | 馬場義弘   | 1970年07月16日 - 1972年10月01日                             | 陸上自衛隊航空学校第1教育部長                                      | 東部方面総監部総務課勤務                              |
| 06 | 三井正隆   | 1972年10月02日 - 1975年03月16日                             | 東部方面総監部第3部勤務                                            | 東部方面総監部付 →1975年5月1日 停年退官（陸将補昇任） |
| 07 | 福田輝雄   | 1975年03月17日 - 1977年03月15日                             | 陸上自衛隊東北地区補給処総務部長                                   | 北部方面航空隊長 兼 兵珠駐とん地司令                  |
| 08 | 高田國弥   | 1977年03月16日 - 1979年01月09日 ※1978年04月01日 陸将補昇任  | 陸上幕僚監部航空課総括班長                                         | 北部方面航空隊長 兼 丘珠駐とん地司令                  |
| 09 | 田村祐茂   | 1979年01月10日 - 1980年01月15日                             | 陸上幕僚監部装備部航空機課 総括班長                                | 北部方面航空隊長 兼 丘珠駐とん地司令                  |
| 10 | 菱田楢樹   | 1980年01月16日 - 1983年07月31日                             | 陸上幕僚監部防衛部防衛課 編成班長                                  | 陸上自衛隊航空学校宇都宮分校長 兼 北宇都宮駐屯地司令  |
| 11 | 遠藤理     | 1983年08月01日 - 1985年03月15日                             | 東部方面航空隊副隊長                                               | 陸上自衛隊航空学校第1教育部長                         |
| 12 | 相澤昭彦   | 1985年03月16日 - 1988年03月15日                             | 陸上幕僚監部装備部航空機課長                                       | 陸上自衛隊航空学校霞ヶ浦分校長                        |
| 13 | 藤田卓爾   | 1988年03月16日 - 1989年07月31日                             | 陸上自衛隊航空学校研究部長                                         | 陸上自衛隊航空学校宇都宮分校長 兼 北宇都宮駐屯地司令  |
| 14 | 川井田之重 | 1989年08月01日 - 1991年03月15日                             | 中部方面航空隊副隊長                                               | 東部方面総監部付 →1991年6月7日 定年退官               |
| 15 | 大塚章司   | 1991年03月16日 - 1993年07月31日                             | 陸上自衛隊航空学校宇都宮分校 教育課長                              | 陸上自衛隊航空学校霞ヶ浦分校長                        |
| 16 | 覺桂一郎   | 1993年08月01日 - 1995年03月31日                             | 陸上幕僚監部装備部航空機課 航空安全班長                            | 陸上自衛隊航空学校宇都宮分校長 兼 北宇都宮駐屯地司令  |
| 17 | 大熊修三   | 1995年04月01日 - 1997年06月30日                             | 陸上自衛隊航空学校研究部長                                         | 第1ヘリコプター団副団長                               |
| 18 | 加藤哲司   | 1997年07月01日 - 2001年03月31日                             | 陸上自衛隊航空学校第1教育部長                                      | 陸上自衛隊航空学校霞ヶ浦分校長                        |
| 19 | 富山一郎   | 2001年04月01日 - 2002年12月02日                             | 中部方面航空隊長 兼 八尾駐屯地司令                                 | 退職（陸将補昇任）                                    |
| 20 | 平野隆之   | 2002年12月02日 - 2004年11月30日                             | 自衛隊旭川地方連絡部長                                             | 陸上自衛隊航空学校霞ヶ浦分校長                        |
| 21 | 永栄文晴   | 2004年12月01日 - 2005年12月04日                             | 陸上幕僚監部装備部航空機課長                                       | 陸上自衛隊研究本部研究開発企画官                      |
| 22 | 宇佐美真   | 2005年12月05日 - 2007年08月31日                             | 自衛隊岡山地方連絡部長                                             | 西部方面総監部人事部長                                |
| 23 | 古本和彦   | 2007年09月01日 - 2009年08月01日                             | 防衛研究所主任研究官                                               | 退職（陸将補昇任）                                    |
| 24 | 伊東伸基   | 2009年08月01日 - 2011年11月30日                             | 陸上幕僚監部装備部航空機課長                                       | 陸上自衛隊航空学校副校長                              |
| 25 | 川口博司   | 2011年12月01日 - 2013年03月27日                             | 北部方面総監部装備部長                                             | 陸上自衛隊航空学校副校長                              |
| 26 | 長谷川儀蔵 | 2013年03月28日 - 2014年12月19日                             | 北部方面総監部装備部長                                             | 退職（陸将補昇任）                                    |
| 27 | 城戸正志   | 2014年12月19日 - 2016年07月01日                             | 東部方面総監部情報部長                                             | 情報本部                                              |
| 28 | 佐野光     | 2016年07月01日 - 2018年03月26日                             | 中部方面総監部人事部長                                             | 陸上自衛隊航空学校副校長                              |
| 29 | 吉浦健志   | 2018年03月27日 - 2020年03月15日                             | 陸上自衛隊研究本部主任研究開発官 兼 陸上幕僚監部装備計画部航空機課 | 第5旅団副旅団長 兼 帯広駐屯地司令                     |
| 30 | 木戸口和彦 | 2020年03月16日 - 2022年11月30日                             | 陸上自衛隊航空学校宇都宮分校長 兼 北宇都宮駐屯地司令               | 退職（陸将補昇任）                                    |
| 31 | 佐藤健     | 2022年12月01日 - 2025年07月31日                             | 防衛大学校教授                                                     |                                                       |
| 32 | 野沢友宏   | 2025年08月01日 -                                            | 神町駐屯地業務隊長                                                 |                                                       |

## 関連部隊
- 東部方面システム通信群本部中隊映像写真小隊空中伝送班

## 廃止部隊
- 1994年（平成06年）3月28日廃止
  - 東部方面飛行隊：東部方面航空隊本部付隊に改編。
- 2004年（平成16年）3月廃止
  - 管制気象隊基地隊市ヶ谷派遣隊「東方管気-基」：防衛庁庁舎A棟のヘリポート管理業務を中央管制気象隊に移管。